# Rhamphosuchus
Rhamphosuchus is een geslacht van uitgestorven krokodilachtigen, dat leefde in het Plioceen.

## Beschrijving
Rhamphosuchus  was een lid van de gavialenfamilie. Het dier had een langgerekte snuit, met daarin robuuste conische tanden. De neusopeningen stonden aan de voorkant van de snuit.

## Leefwijze
Deze vijftien meter lange omnivore krokodilachtige leefde in de grote rivieren en meren van het huidige Centraal-Azië. Aan de hand van het gebit meent men te weten, dat dit dier zowel dierlijk als plantaardig voedsel op het menu had staan.

## Vondsten
Fossielen van dit dier werden gevonden in Azië.